# .hack//GIFT
.hack//GIFT — аниме-OVA, созданная в 2003 году студией Bee Train в дополнение к аниме-сериалу .hack//SIGN (29-м эпизодом которого считается) и игровой тетралогии .hack и прилагавшаяся в Японии бесплатно при покупке всех четырёх игр. GIFT представляет собой намеренную неканоническую пародию SIGN и игр серии, причём почти все шутки весьма специфичны и малопонятны зрителям, незнакомым со вселенной .hack. Так как большинство юмористических находок имеют смысл только на японском языке, GIFT никогда не дублировался на другие языки, даже в официальном переводе на английский язык ограничившись субтитрами с пояснениями.
Также широко известен стал уникальный стиль прорисовки персонажей в .hack//GIFT, немного схожий с «super-deformed», но не имеющий пока точных аналогов в другом аниме.

## Сюжет
Сюжет начинается с того, что Хельба поздравляет игроков с очисткой игры и приглашает их в сумеречные горячие источники. Между тем, Орка найден мертвым , а Балмунг, первый игрок на сцене, обвиняется в его убийстве. Весь эпизод вращается вокруг персонажей, мчащихся, чтобы добраться до Сумеречных горячих источников, пока Балмунг пытается очистить свое имя, найдя истинного убийцу.